# Blac Chyna
Angela Renée White (Washington D. C., 11 de mayo de 1988), más conocida como Blac Chyna, es una celebridad, modelo y empresaria estadounidense.

## Primeros años y educación
Angela Renée White nació en Washington D. C. el 11 de mayo de 1988. Su madre, Shalana Jones-Hunter, conocida como Miss Toni, nació en Santo Domingo, República Dominicana, y trabajó como bailarina nudista en varios centros nocturnos de Washington D. C. desde que tenía 16 años. Su padre, Eric Holland, fue una figura ausente en su vida. Renée es hija única por parte de su madre, mientras que por parte de su padre tiene nueve hermanas y dos hermanos.
Siguiendo los pasos de su madre, Angela Renée comenzó a trabajar como bailarina nudista a una edad temprana, utilizando varios nombres artísticos como Malaya Michaels, Dora Renée, Cream y, finalmente, Blac Chyna.
Angela asistió a la escuela secundaria y preparatoria Henry E. Lackey en Maryland, donde obtuvo su GED. Aunque inicialmente consideró dejar sus estudios para dedicarse por completo al estriptis, su madre la instó a continuar su educación.
Asistió a la universidad privada Johnson and Wales en Miami, Florida, donde estudió moda y negocios. Más tarde, se graduó en cultura de belleza en la Universidad de Maquillaje Artístico JSL de Los Ángeles, California, en 2013.

## Carrera

### Inicios como estríper (2006-2011)
Antes de terminar la preparatoria, Angela comenzó a trabajar como estrÍper en diferentes clubes nocturnos de Maryland y Washington D. C., utilizando los nombres de Malaya Michaels y Dora Renée. Al terminar sus estudios de educación media, se mudó a Miami, Florida, donde continuó su carrera como bailarina nudista en el club de estríperes Old Diamonds bajo el nombre de Cream, y más tarde en The King of Diamonds (TKOD) como Blac Chyna.
Durante su estadía en TKOD, Chyna conoció a figuras importantes de la industria musical como Drake, Lil Wayne, Birdman y Rick Ross, quienes se convirtieron en clientes habituales y contribuyeron a su creciente popularidad.

### Modelaje urbano (2010-2012)
Paralelamente a su trabajo como estríper, Chyna inició su carrera como modelo urbana en 2010. En septiembre de ese año, posó para la portada de la revista Dimepiece. También apareció en las revistas Straight Stuntin y Black Men.
La mención de su nombre en la canción "Miss Me" de Drake en 2010 aumentó su popularidad. Ese mismo año, interpretó a la doble de Nicki Minaj en el video musical "Monster" de Kanye West.
En agosto de 2011, Chyna ganó el premio a Modelo del Año en los Urban Model Awards. En noviembre del mismo año, fue elegida como modelo principal en el sencillo "Rack City" del rapero Tyga.
En 2012, Chyna continuó su carrera como modelo, apareciendo en la portada de la edición de julio de la revista Black Men. También posó para XXL Magazine como "Eye Candy of the Month" ("Caramelito del Mes"). En marzo, fue portada de la revista Urban Ink. En abril, posó para la revista Smooth Girl.
El 22 de octubre de 2012, apareció en el video musical de la canción "Come On A Cone" de Nicki Minaj. También tuvo un pequeño papel en la película skater DGK, estrenada el 12 de diciembre de 2012.
En agosto de 2012, Nicki Minaj volvió a mencionarla en la canción "I Love Dem Strippers" de 2 Chainz.
Desde mediados de 2013, Blac Chyna ha sido embajadora de la marca Fashion Nova y ha promocionado productos de diversas marcas, incluyendo InstaCurve, Express Smiles Atlanta, Essentious, Blink Optical, y TeaMi.
En junio de 2015, posó para la portada de la revista de cultura y arte RICHARDSON en su edición A8 y apareció en un anuncio de la línea de ropa masculina Trendy Butler. En enero de 2016, fue portada de la revista DUB y participó en una campaña publicitaria para la marca de agua embotellada Water 138. En marzo de 2016, embarazada de tres meses, posó en bikini para promocionar su propia línea de maquillaje Lashed.

### Incursiones en la telerrealidad (2012-2014)
A principios de 2012, Blac Chyna lanzó su propio reality-blog en su canal de YouTube, titulado Digital Bites. El programa seguía su vida junto a sus amigas Treasure y Hazel E en South Beach. Sin embargo, la producción se detuvo después del tercer episodio.
A mediados de 2014, Chyna apareció en dos episodios del reality show Keeping Up with the Kardashians. En uno de ellos, acompañó a Kim Kardashian, entonces una de sus mejores amigas, a una clase de pole dance junto a Kris Jenner y Larsa Pippen. En otro, se unió a las hermanas Kardashian, Kim y Khloé, para comer cuando inesperadamente recibieron una llamada de Lamar Odom.

### Éxitos empresariales (2013-2016)
En febrero de 2013, Chyna se graduó de la JLS Professional Make Up Artist School. En diciembre del mismo año, lanzó su boutique en línea "88fin", con ropa y productos de su línea de ropa homónima. Ese mismo mes, también lanzó su marca de pestañas postizas "LASHED by Blac Chyna".
En febrero de 2014, Chyna adquirió un beauty bar en Encino, Los Ángeles, donde ofrecía cursos de maquillaje. El 29 de septiembre de 2014, inauguró oficialmente su Lashed Bar en California, ofreciendo diversos tratamientos de belleza.
El 29 de enero de 2016, Chyna fue arrestada en el Aeropuerto Internacional de Austin-Bergstrom en Texas, acusada de intoxicación pública y posesión de sustancias controladas.
En mayo de 2016, lanzó su propia aplicación de emojis llamada Chymoji.

## Vida personal

### Relación con Tyga (2011-2014)
Blac Chyna conoció al rapero Tyga el 5 de octubre de 2011, durante la fiesta posterior al F.A.M.E Tour de Chris Brown en Miami, mientras trabajaba en Kings of Diamonds y 007 en Detroit. Su relación comenzó oficialmente el 9 de noviembre de 2011, mientras grababan el video musical de "Rack City".
La pareja fue vista con frecuencia en eventos públicos, fiestas y partidos de baloncesto. En marzo de 2012, posaron juntos para la portada de la revista Urban Ink. Ese mismo mes, surgieron rumores sobre un posible embarazo.
El 16 de octubre de 2012, nació su hijo, King Cairo Stevenson. Ese mismo día, Tyga compró una casa en Calabasas para su familia. En diciembre de 2012, Blac Chyna confirmó su compromiso con Tyga.

### Amistad con la familia Kardashian-Jenner
Blac Chyna desarrolló una amistad con Kim Kardashian en 2012, interactuando frecuentemente en redes sociales y siendo vistas juntas en diversas actividades.
En mayo de 2014, Blac Chyna y Tyga acompañaron a la familia Kardashian-Jenner a París para la pre-boda de Kim Kardashian y Kanye West.
La relación entre Chyna y Tyga terminó ese mismo año.

### Relación con Rob Kardashian (2016-2017)
En enero de 2016, Blac Chyna comenzó a salir con Rob Kardashian. En abril de 2016, anunciaron su compromiso y, un mes después, revelaron que esperaban un bebé.
El 10 de noviembre de 2016, nació su hija, Dream Renée Kardashian, en Los Ángeles, California. La pareja se separó en 2017.